# Кицманская городская община
Кицманская городская община (укр. Кіцманська міська громада) — территориальная община в Черновицком районе Черновицкой области Украины.
Административный центр — город Кицмань.
Население составляет 20900 человек. Площадь — 177,9 км².
В соответствии с распоряжением Кабинета Министров Украины от 12 июня 2020 года, в состав общины вошла территория Кицманского городского совета, а также Валявского, Давыдовского, Иванковецкого, Кливодинского, Лашковского, Ошихлебского, Суховерховского и Шипинецкого сельских советов упразднённого Кицманского района

## Населённые пункты
В состав общины входят 1 город и 10 сёл:
- Город Кицмань
- Валявский старостинский округ:
  - Валява
- Давыдовский старостинский округ:
  - Давыдовцы
- Иванковецкий старостинский округ:
  - Гавриловцы
  - Иванковцы
- Кливодинский старостинский округ:
  - Кливодин
- Лашковский старостинский округ:
  - Витилевка
  - Лашковка
- Ошихлебский старостинский округ:
  - Ошихлебы
- Суховерховский старостинский округ:
  - Суховерхов
- Шипинецкий старостинский округ:
  - Шипинцы